# Drawn & Quarterly

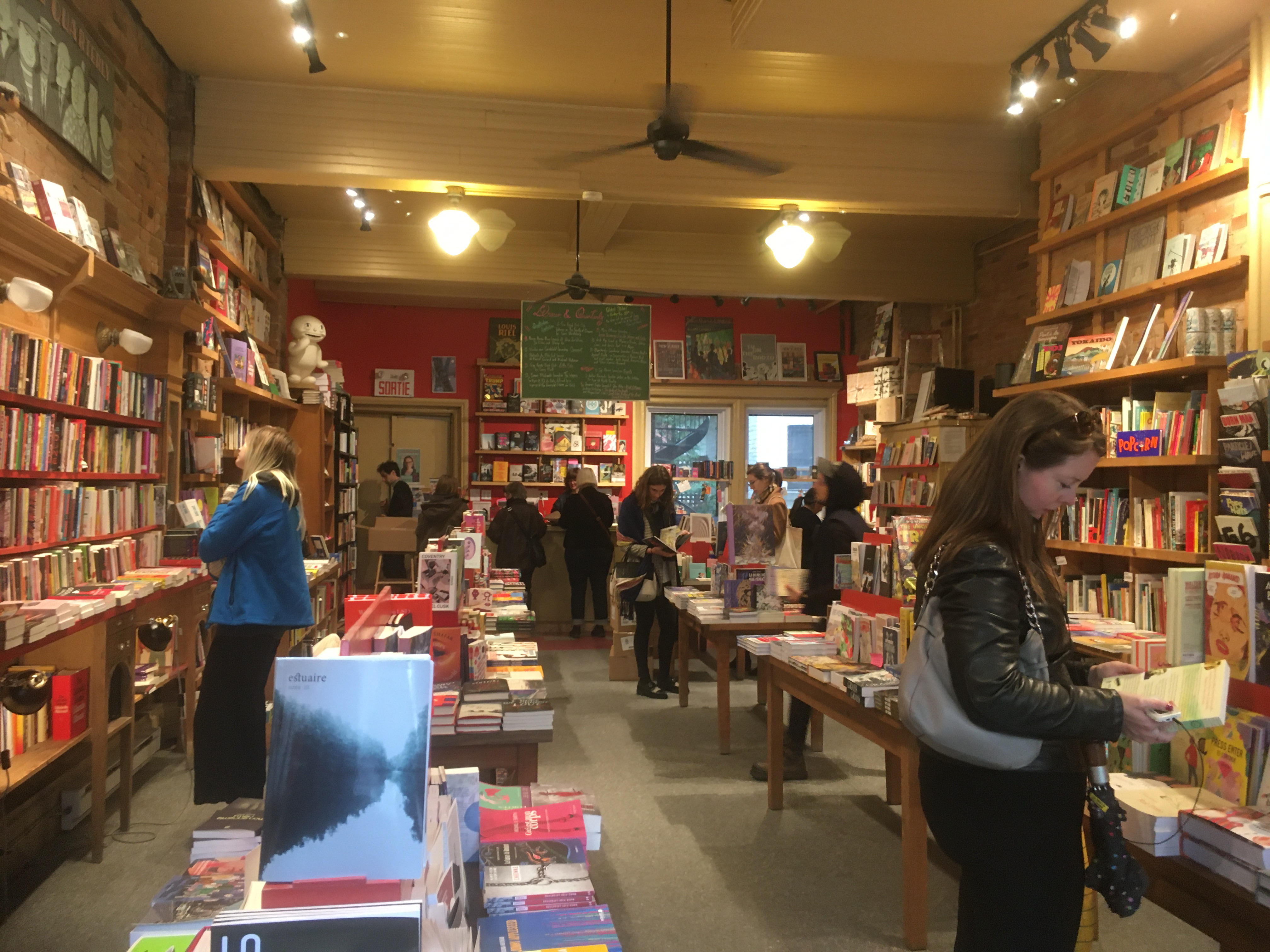
Llibreria Drawn & Quarterly, Mile End, Montreal

Drawn & Quarterly ( D+Q ) és una empresa editorial amb seu a Mont-real, Quebec, Canadà, especialitzada en còmics. Publica principalment còmics, novel·les gràfiques i col·leccions de còmics. Els llibres que publica destaquen pel seu contingut artístic, així com per la qualitat de la impressió i el disseny. El nom de l'empresa és un joc de paraules sobre "dibuix", "trimestral", i la pràctica de penjar, dibuixar i esquarterar. Inicialment es va especialitzar en còmics underground i alternatius, però des d'aleshores s'ha expandit a reimpressions clàssiques i traduccions d'obres estrangeres. Drawn & Quarterly va ser l'antologia trimestral insígnia de la companyia durant la dècada de 1990.
Actualment (2004) és l'editor de còmics més reeixit i destacat del Canadà, publicant artistes de còmics coneguts com Lynda Barry, Kate Beaton, Marc Bell, Chester Brown, Daniel Clowes, Michael DeForge, Guy Delisle, Julie Doucet, Mary Fleener, Joe Matt, Shigeru Mizuki, Joe Rutu, Yo Modan, Adrian Tasumit, Adrian Tasumit Tomine i Chris Ware. L'any 2006, Drawn & Quarterly va començar a publicar les tires còmiques de Moomin de l'escriptor i artista finlandès Tove Jansson, en format llibre, a la sèrie Moomin: The Complete Tove Jansson Comic Strip. Drawn & Quarterly té una gran reputació a la comunitat del còmic i les seves antologies han guanyat diversos premis Harvey.

## Visió general
Drawn & Quarterly s'ha convertit en una de les editorials de còmics alternatius més influents, L'editor té una reputació per la qualitat dels llibres que publica, tant pel que fa al contingut com pel paper, l'enquadernació i el disseny dels llibres. El propietari de l'editorial, Chris Oliveros, té una relació directa amb els artistes que publica.

## Història
Drawn & Quarterly va ser fundada el 1990 pel Montrealer Chris Oliveros, amb 23 anys en aquell moment.
Oliveros es va inspirar en Raw d'Art Spiegelman i Françoise Mouly per publicar un periòdic de còmics artístics. Va demanar prestat 2.000 dòlars al seu pare per publicar el primer número de la revista d'antologia Drawn & Quarterly , que va debutar l'abril de 1990. Es pretenia publicar quatre cops l'any, amb còmics d'arts curtes. Aviat, Oliveros es va adonar que hi havia còmics d'art que eren massa llargs per ser continguts a la seva revista, i va començar a publicar còmics i novel·les gràfiques independents, començant amb el còmic de Julie Doucet Dirty Plotte. Seth, Joe Matt i Chester Brown, dibuixants de Toronto que aviat es van associar amb l'editor. A principis dels anys 2000, Brown va tenir un best-seller sorpresa amb Louis Riel.
A mesura que les novel·les gràfiques es van fer més populars entre el públic, Oliveros va trobar la necessitat d'un publicista. Li va preguntar a Peggy Burns, que feia aquest treball a DC Comics, si coneixia algú que pogués ocupar la feina. Burns es va oferir i es va traslladar de la ciutat de Nova York a Mont-real. Va ser la tercera empleada de l'empresa, i aviat va signar un acord de distribució per a l'editorial amb Farrar, Straus i Giroux, que va ampliar molt l'exposició de l'empresa, alhora que li va donar un aire literari. Drawn & Quarterly va reduir el nombre de títols serialitzats que va publicar, centrant-se en còmics en forma de llibre, com ara col·leccions i novel·les gràfiques. Actualment l'empresa dóna feina a 25 persones.
Mentre que al principi publicava principalment artistes canadencs i nord-americans, durant la dècada del 2000 l'editorial va ampliar el seu catàleg amb artistes europeus com Philippe Dupuy i Charles Berbérian, Lewis Trondheim i Guy Delisle, a més d'explorar el moviment gekiga japonès. També va començar a publicar les obres de Shigeru Mizuki, Susumu Katsumata, Yoshihiro Tatsumi, Oji Suzuki i Seiichi Hayashi per primera vegada en anglès.
El novembre de 2023, els empleats de Drawn & Quarterly van formar un sindicat amb la Fédération du Commerce sota la Confédération des Syndicats Nationaux, amb certificació del Tribunal Administratiu del Treball del Quebec.

## Librairie Drawn & Quarterly
El 2007, Drawn & Quarterly va obrir una llibreria en anglès al carrer Bernard de Mile End, Mont-real, venent novel·les gràfiques, literatura en prosa, no ficció, poesia i llibres d'art. El 2017, la botiga es va ampliar i va obrir La Petite Librairie Drawn & Quarterly, una llibreria infantil durant el dia i espai per a esdeveniments a la nit.
Amb els anys, Librairie D+Q s'ha convertit en una de les botigues líders al Canadà i Amèrica del Nord. La botiga ha acollit esdeveniments amb els seus propis dibuixants com Lynda Barry, Adrian Tomine, Chris Ware, Leanne Shapton, Seth, Chester Brown, així com novel·listes com Margaret Atwood, Neil Gaiman, Junot Diaz, Paul Auster, Sheila Heti, Miranda July, David Byrne, Gloria Steinem, Roxane Gay, Carrie Brownstein, Alison Bechdelstein i molts més.